# Tour de la National Bank of Uzbekistan
La tour de la National Bank of Uzbekistan est un gratte-ciel de 108 mètres de hauteur pour 26 étages, de style post-moderne, construit en 1997 à Tachkent en Ouzbékistan.
Avec l'antenne la hauteur atteint 115 mètres .
C'est le plus ancien gratte-ciel de Tashkent .
L'édifice abrite le siège de la National Bank of Uzbekistan (NBU), la plus grande banque commerciale du pays